# Hauser Weinimport

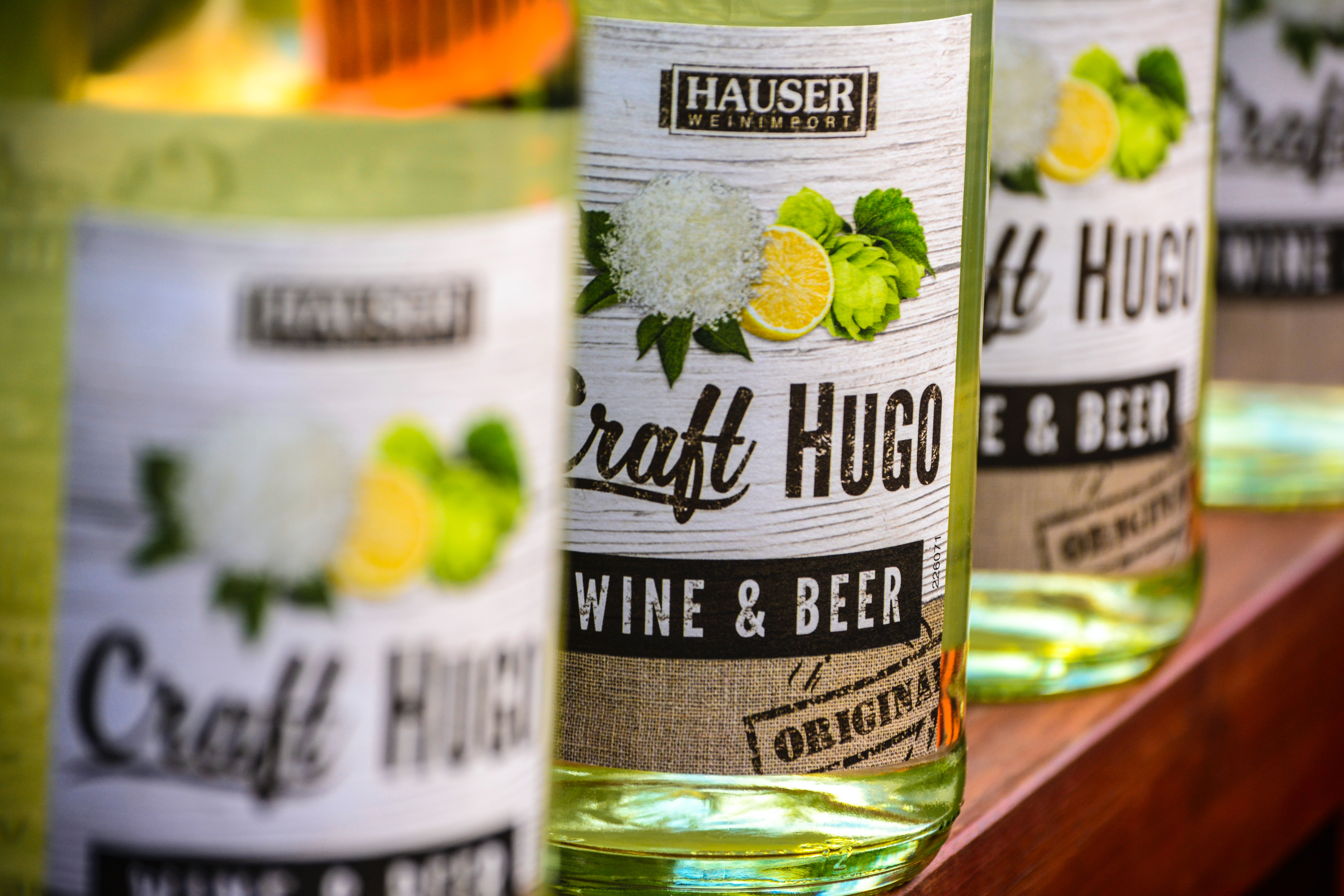
Hugo von Hauser Weinimport

Die Hauser Weinimport GmbH ist ein mittelständischer Getränkehersteller mit Sitz in Fischach im schwäbischen Landkreis Augsburg. Rund 150 Mitarbeiter produzieren dort etwa 130 Millionen Füllungen pro Jahr. Der Umsatz lag 2020 bei etwa 82 Millionen Euro. Umsatzstärkstes Jahr war bisher 2008 mit 100,3 Millionen Euro. Die Firma Hauser zählt zu den größten Herstellern von Glühwein und Punsch in Deutschland.
Das Unternehmen wurde 1956 als Wermutweinkellerei sowie Likörfabrik gegründet und hat sich im Laufe seines Bestehens auf den Import bzw. die Abfüllung von Weinen und die Herstellung von Produkten auf Weinbasis (beispielsweise Sangria, Glühwein und Punsch) spezialisiert. Zudem werden alkoholfreie Eistee-Getränke und Kinderpunsch hergestellt. Hierzu verwendet das Unternehmen Wasser aus dem eigenen Mineralbrunnen, der Neufnachtaler Quelle.
Hauser Weinimport hat eine eigene Ladestelle an der Bahnstrecke Gessertshausen–Türkheim.